# Leopold Cafe

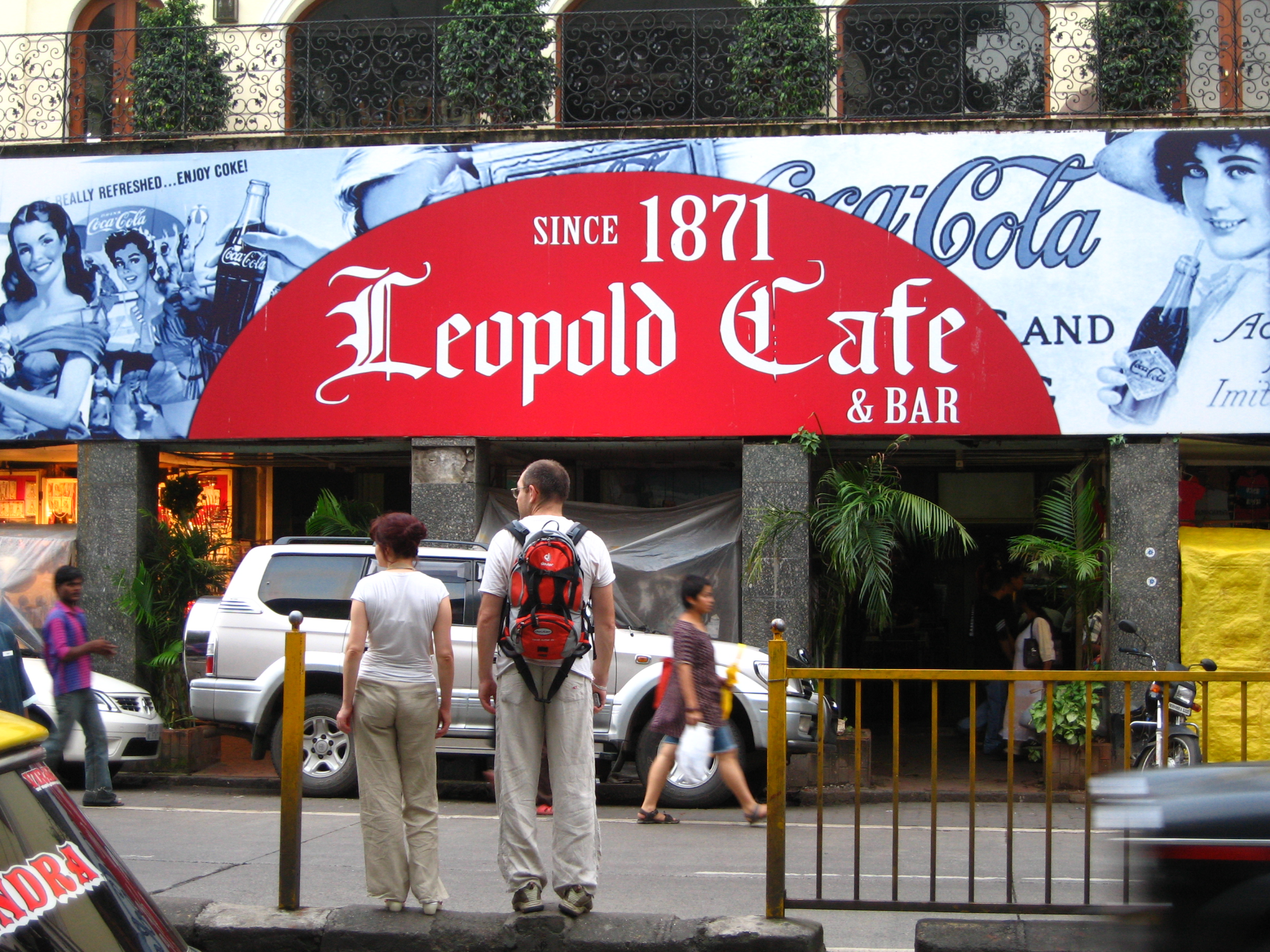
Leopold Cafe (2007)

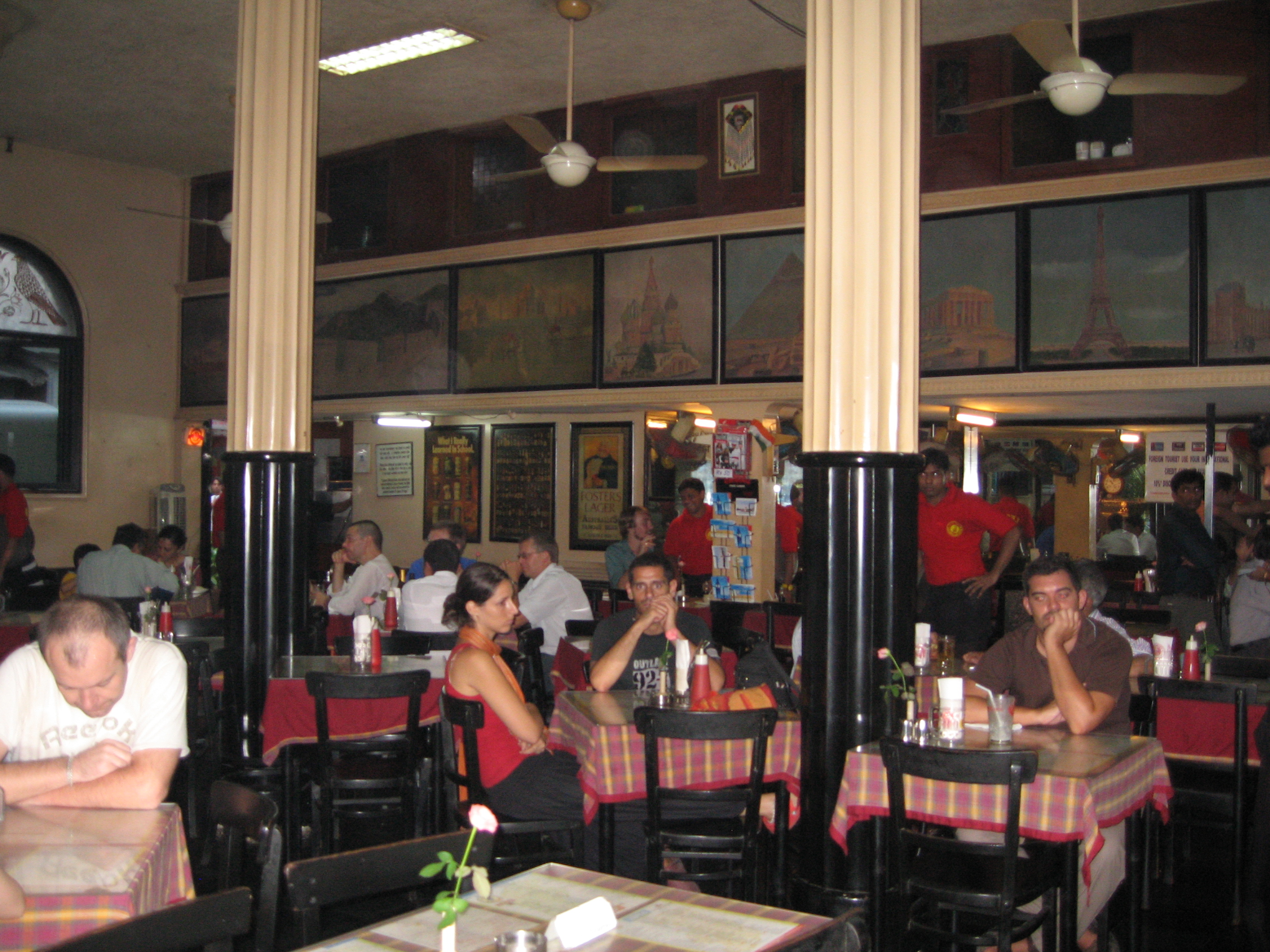
Innenraum (2007)

Das Leopold Cafe ist ein Café im Stadtbezirk Colaba in Mumbai. Es wurde 1871 eröffnet. Es gilt als beliebter Treffpunkt für Rucksacktouristen und wurde während der Terroranschläge am 26. November 2008 in Mumbai Ziel von Angriffen mit Schnellfeuerwaffen.
Bekannt wurde es auch als ist wichtiger Schauplatz des Romans „Shantaram“ von Gregory Roberts.